# Lamberto Leoni
Lamberto Leoni, né le 24 mai 1953 à Argenta dans la province de Ferrare (Émilie-Romagne), est un ancien pilote automobile et directeur d'écurie automobile. Il a notamment pris part à 5 Grands Prix de Formule 1 entre 1977 et 1978 au sein des écuries Surtees et Ensign. Il a fondé l'écurie de course automobile First Racing engagée en Formule 3000 de 1985 à 1991 et est à l'origine de la création de l'écurie de Formule 1 Life Racing Engines, engagée en championnat du monde en 1990.

## Biographie sportive

### Les débuts
Leoni est un ancien champion de Formule Italienne et un honnête pilote de Formule 3 en championnat d'Italie. En 1977, il accède à la Formule 2 et, au volant d'une Ferrari-Chevron, il remporte le Grand Prix de l’Adriatique. 
Cette même année, Leoni débute en Formule 1 au volant d'une Surtees à l'occasion du Grand Prix d’Italie. En 1978, il prend part à quatre épreuves de championnat du monde chez Ensign. Son bilan dans la catégorie-reine reste modeste avec une seule qualification, en Argentine, ce qui le conduit à s'engager dans des catégories inférieures, en Formule 2 puis en Formule 3000.

### Reconversion en F3000
En 1985, année de création du championnat international de Formule 3000, lamberto Leoni, qui pilote pour les écuries PMC Motorsport (avec une Williams-Cosworth) puis Corbari Italia (sur une March-Cosworth) se classe 11e avec 8 points. L'année suivante, il fonde sa propre écurie, First Racing, et, en 1987, il se classe 9e au volant d'une March-Cosworth puis d'une March-Judd à égalité de points (12) avec son coéquipier Gabriele Tarquini (sur March-Cosworth) qui le précède au championnat. En 1988, Leoni raccroche les gants mais son pilote Pierluigi Martini inscrit 23 points et se classe 4e du championnat international.

### Tentative avortée de participation au championnat du monde de Formule 1
Fort de ses bons résultats en F3000, Leoni ambitionne de s'engager en championnat du monde de Formule 1 en 1989. Il demande à l'ingénieur argentin Richard Divila, un ancien de chez Fittipaldi Automotive de lui dessiner une monoplace destinée à être motorisée par un bloc V8 Judd. Son ancien pilote Gabrielle Tarquini est contacté pour piloter la future First L189. Lorsque Pirelli puis Goodyear refusent tour à tour de lui fournir des pneumatiques pour disputer la saison, Leoni jette l'éponge et retourne en F3000. Le châssis de la monoplace sera néanmoins revendu à Ernesto Vita, qui l'engagera en Formule 1 en 1990 sous le nom Life Racing Engines.

### Retour en F3000
En 1989, Leoni engage Marco Apicella et Fabrizio Giovanardi qui disposent chacun d'un châssis différent. Apicella, sur une Reynard-Judd se classe 4e du championnat avec 23 points tandis que Giovanardi, sur une March-Judd termine 10e avec 9 points, et une victoire sur le circuit de Vallelunga. En 1990, les monoplaces First sont des Reynard-Mugen confiées aux mêmes pilotes qui se classent 5e et 10e. En 1991, Leoni change tout et Éric Hélary, au volant d'une Reynard-Cosworth ne peut faire mieux que 9e avec 9 points. À la fin de la saison, l'écurie est dissoute et Leoni se retire du monde de la compétition automobile.

## Résultats en championnat du monde de Formule 1
| Saison | Écurie             | Châssis | Moteur                 | Pneus    | GP disputés | Points inscrits | Classement |
| ------ | ------------------ | ------- | ---------------------- | -------- | ----------- | --------------- | ---------- |
| 1977   | Team Surtees       | TS19    | Ford Cosworth V8 turbo | Goodyear | 0           | 0               | n.c.       |
| 1978   | Team Tissot Ensign | N177    | Cosworth V8            | Goodyear | 1           | 0               | n.c.       |